# Episodi di The Goldbergs (ottava stagione)
L'ottava stagione della serie televisiva The Goldbergs è stata trasmessa in prima visione sul canale statunitense ABC dal 21 ottobre 2020 al 19 maggio 2021.
In Italia la stagione è stata trasmessa in prima visione su Premium Stories dal 17 aprile al 26 giugno 2021.
| n° | Titolo originale                | Titolo italiano                 | Prima TV USA     | Prima TV Italia |
| -- | ------------------------------- | ------------------------------- | ---------------- | --------------- |
| 1  | Airplane!                       | La famiglia più pazza del mondo | 21 ottobre 2020  | 17 aprile 2021  |
| 2  | The Prettiest Boy in School     | Il più carino della scuola      | 21 ottobre 2020  | 17 aprile 2021  |
| 3  | It's All About Comptrol         | Tutta questione di controllo    | 28 ottobre 2020  | 24 aprile 2021  |
| 4  | Bill's Wedding                  | Il matrimonio di Bill           | 4 novembre 2020  | 24 aprile 2021  |
| 5  | Dee-Vorced                      | Di-vorziata                     | 18 novembre 2020 | 1º maggio 2021  |
| 6  | Eracism                         | Srazzismo                       | 25 novembre 2020 | 8 maggio 2021   |
| 7  | Hanukkah On the Seas            | Hanukkah sui mari               | 2 dicembre 2020  | 1º maggio 2021  |
| 8  | Bevy's Big Murder Mystery Party | Cena con delitto                | 13 gennaio 2021  | 8 maggio 2021   |
| 9  | Cocoon                          | Cocoon                          | 27 gennaio 2021  | 15 maggio 2021  |
| 10 | Geoff's New Hat                 | Il nuovo cappello di Geoff      | 3 febbraio 2021  | 15 maggio 2021  |
| 11 | Quaker Warden                   | La guardiana quaccheriana       | 10 febbraio 2021 | 22 maggio 2021  |
| 12 | The Lasagna You Deserve         | La lasagna che meriti           | 24 febbraio 2021 | 22 maggio 2021  |
| 13 | Mr. Ships Ahoy                  | Mr. Avanti tutta                | 3 marzo 2021     | 29 maggio 2021  |
| 14 | Love Triangle                   | Triangolo d'amore               | 24 marzo 2021    | 29 maggio 2021  |
| 15 | Bever-lé                        | Bever-lé?                       | 31 marzo 2021    | 5 giugno 2021   |
| 16 | Couple Off                      | La gara delle coppie            | 7 aprile 2021    | 5 giugno 2021   |
| 17 | Who's Afraid of Brea Bee?       | Chi ha paura di Brea Bee?       | 14 aprile 2021   | 12 giugno 2021  |
| 18 | The Dating Game                 | Il gioco delle coppie           | 21 aprile 2021   | 12 giugno 2021  |
| 19 | Daddy Daughter Day 2            | La giornata padre-figlia        | 28 aprile 2021   | 19 giugno 2021  |
| 20 | Poker Night                     | Serata poker                    | 5 maggio 2021    | 19 giugno 2021  |
| 21 | Alligator Schwartz              | L'alligatore Schwartz           | 12 maggio 2021   | 26 giugno 2021  |
| 22 | The Proposal                    | La proposta                     | 19 maggio 2021   | 26 giugno 2021  |

## La famiglia più pazza del mondo
- Titolo originale: Airplane!
- Diretto da: Eric Dean Seaton
- Scritto da: David Guarascio

### Trama
Una settimana prima dell'inizio della scuola, Beverly fa un grande annuncio alla famiglia: li sta portando tutti a Miami per una vacanza in famiglia! Anche Geoff, Brea e Ren sono invitati a partecipare al viaggio. Mentre è in aeroporto, però, Beverly svela a Murray un enorme segreto: stanno volando a Miami per un Bar Mitzvah in famiglia, ma non vuole dirlo ai ragazzi perché sa che si arrabbieranno con lei. Barry e Ren cercano di ottenere un posto in prima classe dopo che Barry scopre quanto sono ricchi i genitori di Ren, ma ci sono solo due posti disponibili che costano 5.000 dollari e alla fine sono Adam e Brea che finiscono per stare in prima classe. Beverly successivamente rivela il segreto a Geoff, che a sua volta lo dice a Erica dopo che lei gli ha fatto pressioni. Sull'aereo, Erica, Barry e Adam si lamentano tutti con la madre e l'aereo è costretto a fare una deviazione di emergenza ad Atlanta dopo che Murray è rimasto bloccato nel gabinetto. Beverly dice ai ragazzi che è sconvolta dal fatto che continuino a saltare importanti eventi familiari e indurli ad andare a Miami era l'unico modo in cui avrebbero partecipato a questo Bar Mitzvah. La famiglia poi torna sull'aereo e si dirige a Miami, dove si divertono. Nel frattempo, le battute ininterrotte di Adam sul film L'aereo più pazzo del mondo infastidiscono Brea, che continua a voler parlare con Adam di qualcosa di importante.
- Colonna sonora: Conga dei Miami Sound Machine.

## Il più carino della scuola
- Titolo originale: The Prettiest Boy in School
- Diretto da: Lew Schneider
- Scritto da: Matt Roller

### Trama
Adam si presenta all'ultimo anno di scuola con lenti a contatto, una carnagione più sana, una nuova pettinatura e con la popolare Brea al braccio. Questo lo rende caro agli atleti e ad altri ragazzi popolari ma, con sgomento di Adam, lo rende un emarginato nel suo vecchio gruppo di nerd. Adam fa molteplici sforzi per riunire i due gruppi, con tutte le conseguenze che si ritorcono contro Glascott, fino a quando Glascott non gli assicura che atleti e nerd sono troppo diversi per andare d'accordo. A casa, Beverly si diverte a soffocare di attenzioni Erica e Barry nelle ultime due settimane prima che tornino al college, finché non vede come i figli di Ginny Kremp la trattano con rispetto e Bev si rende conto che i suoi figli si stanno approfittando di lei.
- Colonna sonora: Someday, Someway dei Marshall Crenshaw.

## Tutta questione di controllo
- Titolo originale: It's All About Comptrol
- Diretto da: Lew Schneider
- Scritto da: Mike Sikowitz

### Trama
Dopo una visita elettorale di Comptroller, il candidato a Jenkintown che corre incontrastato, Beverly decide che si candiderà contro di lui anche se non ha la minima idea di cosa comporti la posizione. Arruola Adam e gli yenta locali per condurre la sua campagna, che è un ammasso di pettegolezzi e bugie. Pops chiede a Murray perché non sta fermando Bev dal suo autosabotaggio, con Murray che risponde che è stanco dei continui tentativi di sua moglie di reinventarsi. Mentre Erica e Barry tornano al college, Barry eccita Geoff discutendo di tutti gli eventi divertenti nel campus per le matricole in arrivo, ma Geoff scopre che Erica si è assicurata un posto per loro ben lontano dal campus. Dopo che Geoff si presenta costantemente in ritardo agli eventi a causa del pendolarismo, dà la notizia a Erica che preferirebbe vivere nel campus con Barry.
- Guest star: Adhir Kalyan (Dodd Wembley)
- Colonna sonora: Control di Janet Jackson e Roll with the Changes di REO Speedwagon.

## Il matrimonio di Bill
- Titolo originale: Bill's Wedding
- Diretto da: Christine Lakin
- Scritto da: Alex Barnow (sceneggiatura), Chris Bishop (sceneggiatura) e Mike Sikowitz (storia)

### Trama
Beverly interrompe le nozze in tribunale di Bill Lewis e la sua fidanzata Dolores, convincendoli che può organizzare un vero matrimonio per loro nonostante debba essere fatto in 24 ore in modo che possano partire per la luna di miele a Tahiti. Bev arruola allo stesso modo la famiglia e gli amici, ma le cose vanno rapidamente storte, costringendola a chiedere a malincuore aiuto alla sua nemesi Jane Bales. Nel frattempo, la sensitiva locale Karen English dice ai ragazzi Goldberg che il giorno del matrimonio finirà una relazione per una coppia. Dopo aver visto i difetti delle relazioni di Adam ed Erica, Barry pensa che lui e Ren siano una coppia solida. Tuttavia, in seguito viene a sapere che Ren si sta sentendo con il suo vecchio ragazzo e si è resa conto che prova ancora dei sentimenti per lui. Il giorno del matrimonio, Bill suda freddo a causa del timore che questo matrimonio possa finire male come il primo, ma Murray lo convince condividendo quanto sia meraviglioso il suo matrimonio con Bev. Bev sente Murray e sorride ampiamente tra le lacrime.
- Colonna sonora: Maybe I'm Amazed di Paul McCartney (cantata da Hayley Orrantia).
- Nota: Questa è l'ultima apparizione di Ren.

## Di-vorziata
- Titolo originale: Dee-Vorced
- Diretto da: Lew Schneider
- Scritto da: Bill Callahan (storia e sceneggiatura) e Adam F. Goldberg (storia)

### Trama
Beverly si preoccupa quando legge di nascosto le lettere che Adam e Brea si stanno scrivendo (il risultato di Murray che ha rimosso con rabbia tutti i telefoni in casa), soprattutto quando si sposeranno in futuro. Bev condivide le sue preoccupazioni con Vicki Bee, la madre di Brea, ed è colta alla sprovvista nell'apprendere che Vicki è divorziata. Pensando che Brea, essendo una figlia divorziata, farà del male al suo piccolo se si sposano, Bev decide di sabotare la relazione dei ragazzi. Nel frattempo, un nuovo single Barry vuole riconnettersi con i suoi amici JTP, solo per scoprire che ognuno di loro ha una ragazza ed è troppo occupato per prendere parte alle sue proposte disoneste. Lascia così una serie di falsi messaggi di rottura con ogni amico, ma i JTP hanno previsto le sue azioni.
- Colonna sonora: Head over Heels dei The Go-Go's.

## Srazzismo
- Titolo originale: Eracism
- Diretto da: Eric Dean Seaton
- Scritto da: Jonathan M. Howard e Peter Dirksen

### Trama
Dopo aver visto Fa' la cosa giusta di Spike Lee, Adam ha una nuova prospettiva sul razzismo, ma pensa che sia limitato solo a Brooklyn. I compagni di classe Dave Kim e l'afroamericano Brian Walls gli assicurano che il razzismo è prevalente nella loro stessa scuola, così Adam vuole fare qualcosa al riguardo. Glascott lo convince a fare un film, ma quando la storia del film manca completamente il punto, Adam si rende conto di quanto sia stata protetta la sua vita. Intanto, Geoff è scioccato quando Erica torna in un'altra macchina, ma lei e Barry si rifiutano di lasciare un biglietto. Ritorna in macchina più tardi per lasciare un biglietto, solo per fare in modo che il proprietario dell'auto metta in atto una truffa per lesioni. Questo fa sì che Geoff metta in dubbio il suo approccio ultra-onesto alla vita.
- Colonna sonora: Don't Dream It's Over dei Crowded House.

## Hanukkah sui mari
- Titolo originale: Hanukkah On the Seas
- Diretto da: Jason Blount
- Scritto da: Annie Mebane

### Trama
Il padre di Murray, Ben, dice di aver prenotato una crociera per la famiglia per Hanukkah. Quando dice che è una crociera per "St. John's", la famiglia presume che la nave stia andando a St. John nelle Isole Vergini e si veste di conseguenza. Quando si imbarcano, scoprono di essere su una crociera a tariffa ridotta per St. John's, Terranova e Labrador. Murray scopre che suo padre ha prenotato la crociera solo per chiedere soldi, compresi i soldi per pagare la crociera stessa. In seguito si viene a sapere che Ben è preoccupato di prendersi cura di se stesso e pensa che presto dovrà pagare per l'assistenza infermieristica. Nel frattempo, Barry, ancora scosso dalla rottura con Ren, ha in programma di trovare un nuovo amore a bordo della nave. È deluso quando la giovane direttrice delle attività sembra invece prendere in considerazione Adam. In realtà, la donna scambia Adam per un bambino. Adam mente a un Barry abbattuto, dicendo che la direttrice lo stava usando solo per arrivare a Barry. Quindi dice a Barry che qualsiasi storia d'amore con la direttrice durerà solo per la durata della crociera, ma gli assicura che può essere fiducioso nel ritrovare l'amore. Nel frattempo, Erica trascorre Hanukkah con la famiglia di Geoff e scopre che non sono così perfetti come pensava.
- Colonna sonora: Your Song di Elton John (cantata da Hayley Orrantia).

## Cena con delitto
- Titolo originale: Bevy's Big Murder Mystery Party
- Diretto da: Lew Schneider
- Scritto da: Aaron Kaczander

### Trama
Dopo aver visto il film Signori, il delitto è servito con Adam, Beverly invita il quartiere a una cena con delitto, con Adam che funge da maggiordomo/conduttore. Murray accetta con riluttanza di essere il cadavere, ma diventa impaziente e rivela il nome del colpevole, l'arma del delitto e il luogo dell'omicidio, rovinando così il mistero. Mentre gli ospiti si preparano a partire, Bill Lewis ha una reazione allergica quando mangia un fungo ripieno di carne di granchio, mentre Ginny Kremp nota che il suo cappotto è stato abbagliato. Gli ospiti sospettano che Bev abbia progettato gli ultimi "crimini" per impedire alle persone di andarsene, ma il colpevole si scopre essere qualcun altro. 
Nel frattempo, Erica apprende dal suo consulente che deve scegliere rapidamente in quale corso laurearsi. Considera brevemente di entrare in medicina come Barry, ma una brutta esperienza con un piede morto durante le lezioni di anatomia le fa cambiare idea. La sua reazione al piede e il successivo battibecco con Barry portano entrambi ad essere espulsi dalla classe. Erica in seguito fa notare al professore che lei è l'unica colpevole e che Barry merita una seconda possibilità. Barry è così colpito da come sua sorella ha gestito la situazione, da suggerire che Erica sarebbe un buon avvocato.
- Colonna sonora: Whole Wide World di Wreckless Eric.

## Cocoon
- Titolo originale: Cocoon
- Diretto da: Christine Lakin
- Scritto da: Elizabeth Beckwith

### Trama
Quando Pops si addormenta durante il film Cocoon, che ironicamente parla di persone anziane che riconquistano la loro giovinezza, Adam teme che il suo migliore amico non abbia più l'energia per godersi la vita. Dopo aver visto Barry, Andy e Naked Rob prendere una polvere per bodybuilder e mostrare un insolito entusiasmo, Adam pensa che potrebbe funzionare per Pops così chiede al dottor Katz se la polvere è sicura. Katz dice che gli ingredienti non lo danneggeranno, ma sono praticamente inutili, quindi spiega l'effetto placebo ad Adam. Tuttavia, Adam dà a Pops un po' di polvere e lui risponde con una scarica di energia. Adam si preoccupa che Pops possa ferirsi e proprio mentre si preoccupa Pops scivola sul bordo della piscina della comunità di pensionamento, procurandosi piccole ferite. 
Nel frattempo, Bev sta acquistando un tailleur per Erica dopo aver appreso che vuole laurearsi in giurisprudenza, quando vede il suo libro di cucina in un cesto degli affari con un adesivo con un prezzo di 99 centesimi. Infastidita, si confronta con l'editore, che ammette di aver smesso di stampare il libro prima delle 10.000 copie concordate nel contratto. Quindi produce un addendum (un'aggiunta al contratto originale) che Beverly sembra aver firmato, in cui si afferma che ha il diritto di interrompere la stampa in qualsiasi momento. Sebbene inizialmente infastidita dalla richiesta di Bev di usare le sue nuove "capacità di avvocato", Erica (con l'aiuto inconsapevole di Murray) è in grado di produrre prove che l'addendum è stato contraffatto.
- Colonna sonora: Handle with Care dei Traveling Wilburys.

## Il nuovo cappello di Geoff
- Titolo originale: Geoff's New Hat
- Diretto da: Lew Schneider
- Scritto da: Langan Kingsley

### Trama
Durante lo shopping con Erica, Geoff decide di aggiornare il suo look con un nuovo berretto, che gli attira un po' di attenzione nel campus, ma si guadagna l'ira di Barry. Barry è contrario anche a Andy e Naked Rob che fanno nuove scelte di moda. Barry chiede a Erica di aggiornare il suo guardaroba con qualcosa di orribile in modo da poterlo attaccare ai suoi amici JTP, ma il nuovo abito datogli da Erica ha in realtà l'effetto opposto. Si scopre che le preoccupazioni di Barry sul cambiamento sono dovute al fatto che Matt Bradley è fuori città per lavoro e teme che i JTP si separeranno presto e prenderanno strade diverse. 
Nel frattempo a casa, Beverly cerca di organizzare una partita di Pictionary con Bill, Dolores, Adam e Brea, ma Murray vuole guardare la TV piuttosto che giocare. Questo irrita Bev quando vede Bill e Dolores essere così appassionati l'uno con l'altro. Per riconquistare l'affetto di Bev, Murray installa una vasca idromassaggio nel seminterrato, ma vuole comunque guardare la TV del seminterrato mentre Bev la usa, rendendola ancora più arrabbiata. Murray finalmente si unisce al gruppo per Pictionary e vede che lui e Bev formano una squadra eccellente perché si conoscono così bene, a differenza dei novelli sposi Bill e Dolores che stanno ancora imparando a conoscersi.
- Colonna sonora: Give a Little Bit di Supertramp.

## La guardiana quaccheriana
- Titolo originale: Quaker Warden
- Diretto da: Vernon Davidson
- Scritto da: Erik Weiner

### Trama
Con 68 giorni rimasti nell'anno scolastico, Beverly cerca qualsiasi ruolo che possa ricoprire alla William Penn per essere sicura di trascorrere quei giorni vicino ad Adam. Per fortuna, un'insegnante lascia il posto per dare alla luce il suo bambino, offrendo a Bev l'opportunità di sostituire l'insegnamento. Adam informa inavvertitamente Beverly che salterà l'ultimo giorno di scuola. Bev affronta Ball e alcuni insegnanti, che sono pienamente consapevoli della situazione e non vedono l'ora che arrivi. Nel disperato tentativo di assicurarsi che Bev non rovini i loro piani, Ball le assegna il lavoro di guardiana quaccheriana, una posizione che è sui libri, ma non è stata occupata da 75 anni perché implica l'applicazione di vecchi principi quaccheri. Ovviamente, Bev prende sul serio il lavoro, con grande costernazione di Adam, dei suoi compagni di classe e del personale. 
Altrove, Murray è diventato frustrato sul lavoro a causa del suo partner, Formica Mike, che lo costringe costantemente ad andare avanti con le sue idee di prodotto, non ascoltando mai le risposte di Murray. Riceve consigli da Geoff che fanno appello al lato gentile e razionale di Mike, ma ciò gli si ritorce contro, costringendo Murray a considerare le tattiche più vendicative di Barry.
- Colonna sonora: Hold On Loosely dei 38 Special.

## La lasagna che meriti
- Titolo originale: The Lasagna You Deserve
- Diretto da: Eric Dean Seaton
- Scritto da: Mike Sikowitz

### Trama
Dopo aver visto Adam accettare una lasagna secca e troppo cotta a scuola ed essere stato un pollo in molti altri modi, Beverly è determinata a insegnargli il metodo Goldberg per ottenere non solo ciò che merita, ma anche di più. Erica e Barry, che hanno chiaramente imparato dalla madre, intervengono per aiutare. Mentre funziona a scuola e nel suo negozio di video preferito, Adam vede presto come il suo nuovo io esigente influenzi le altre persone e decide che non fa per lui. 
Nel frattempo, quando Vic abbandona il suo pranzo di lavoro non colloquiale con Murray per uscire a pranzo con Formica Mike, Murray inizia a rendersi conto di quanto sia stato distratto nei confronti del suo dipendente e amico di lunga data. Questo fa sì che Murray chieda consiglio a Barry su come essere un vero amico, ma il consiglio di Barry gli si ritorce contro e rende Vic ancora più arrabbiato con Murray. Alla fine, usando una delle sue tattiche, Murray mostra a Vic che gli importa davvero di lui, anche se non lo mostra sempre.
- Colonna sonora: Theme of The Greatest American Hero (Believe It or Not) di Joey Scarbury.

## Mr. Avanti tutta
- Titolo originale: Mr. Ships Ahoy
- Diretto da: Lew Schneider
- Scritto da: Matt Roller

### Trama
Barry e Geoff vedono uno stand nel campus per il concorso annuale per soli uomini del college noto come Mr. Avanti tutta, ed entrambi decidono di iscriversi. Quando vedono che Albert Solomon (Pops) ha vinto il concorso negli anni '40, Geoff chiede il suo aiuto, ma i suggerimenti di Pops per impressionare le giudici sono molto datati. Barry e Geoff in seguito valutano i loro concorrenti, che sono tutti giovani, appassionati e belli, e iniziano a farsi prendere dal panico. Ma Erica ha un asso nella manica per aiutare Geoff a vincere. 
Nel frattempo, Beverly cerca di convincere gli studenti di William Penn a legarsi di più come amici, ma sembra esserci una mancanza di interesse. Li costringe a partecipare alla sua festa, il che le si ritorce contro e mette in imbarazzo Adam. Adam in seguito aiuta gli studenti a capire che Beverly può essere una risorsa se solo le danno una possibilità.
- Colonna sonora: 9 to 5 di Dolly Parton.

## Triangolo d'amore
- Titolo originale: Love Triangle
- Diretto da: Jay Chandrasekhar
- Scritto da: David Guarascio

### Trama
Mentre Brea va a trovare suo cugino all'Università della Virginia, Beverly avverte Adam che non finirà bene per la loro relazione. Lo convince a fare un grande gesto per impedire a Brea di scegliere l'Università della Virginia come suo college. Adam è in gioco finché un intervento inaspettato di Murray gli impedisce di prendere in giro se stesso. Murray aveva correttamente dedotto che Beverly stesse agendo solo per la sua stessa insicurezza, riguardo al fatto che Adam fosse andato alla New York University in autunno. 
Nel frattempo, Geoff ottiene i biglietti per assistere a una registrazione del talk show locale preferito da lui e da Barry, condotto da Nancy Glass, ma irrita il suo amico chiedendo a Erica di partecipare. Un vendicativo Barry convince la sorella di Geoff, Joanne, ad accettare una falsa relazione per far cambiare idea a suo fratello.
- Colonna sonora: Islands in the Stream di Dolly Parton e Kenny Rogers.
- Nota: Questo è il primo episodio andato in onda dopo la morte di George Segal e presenta un cortometraggio "In Memoria" dopo i titoli di coda.

## Bever-lé?
- Titolo originale: Bever-lé
- Diretto da: Lew Schneider
- Scritto da: Bill Callahan

### Trama
Quando i giocatori della NFL scioperano e la stagione di football è minacciata, Barry si preoccupa che lui e Murray non avranno più nulla di cui parlare. Questo porta Barry a provare per gli Eagles dopo aver appreso che la lega schiererà giocatori sostitutivi, con Murray che gli insegnerà le sue abilità di scatto a lungo. Dopo essere stata messa in imbarazzo da Jane Bales mentre faceva la spesa con Erica, Beverly decide di unirsi alla sua rivale per diventare finanziariamente indipendente, vendendo prodotti cosmetici e integratori per la perdita di peso da un'azienda imprecisata.
- Colonna sonora: Everywhere di Fleetwood Mac.

## La gara delle coppie
- Titolo originale: Couple Off
- Diretto da: Lea Thompson
- Scritto da: Annie Mebane

### Trama
Dopo che Brea insinua che lei e Adam hanno vite completamente diverse, Adam trova un lavoro presso la gelateria dove lavora Brea per dimostrare che non è viziato come lei pensa che sia. Rendendosi conto che un vero lavoro richiede molto impegno, Adam lo dice a Beverly, che rimprovera il manager in modo che Adam venga licenziato, azione che ha successo. Tuttavia, dopo che sia Brea che Pops hanno espresso delusione nei confronti di Adam, Beverly convince il manager ad assumerlo in modo che possa imparare com'è vivere nel mondo di Brea. 
Nel frattempo, quando la nuova coppia Barry e Joanne si uniscono al campeggio di Erica e Geoff, i due fanno piccole gare per vedere chi è la coppia migliore. Tuttavia, mentre Barry e Joanne sembrano avere tutte le risposte giuste, si scopre che Erica e Geoff non si conoscono bene come pensavano. Dopo aver visto Geoff lavorare su un compito scolastico durante il viaggio, Erica si rende conto di quanto si sacrifica per lei e suggerisce di prendersi una pausa dalla loro relazione in modo che Geoff possa ritrovare se stesso. Tuttavia, Geoff interpreta male il messaggio di Erica e i due si lasciano alla fine dell'episodio.
- Colonna sonora: Take On Me di A-ha e Gustavo Steiner.

## Chi ha paura di Brea Bee?
- Titolo originale: Who's Afraid of Brea Bee?
- Diretto da: Lew Schneider
- Scritto da: Peter Dirksen e Jonathan M. Howard

### Trama
Dopo la rottura di Geoff ed Erica, Beverly ha difficoltà ad accettare che i due non stiano più insieme. Non solo fa di tutto per rimettere insieme i due, ma si intromette anche nella relazione tra Barry e Joanne per assicurarsi che rimangano insieme. Nel frattempo, Adam recluta Brea per l'imminente produzione scolastica di Chi ha paura di Virginia Woolf? quando sono a corto di attori, ma diventa rapidamente geloso quando si accorge che Brea è una brava attrice. Quando Adam viene relegato in un ruolo minore, sabota intenzionalmente la serata di apertura dello spettacolo per riprendere i riflettori, con il risultato di essere espulso dallo spettacolo e di far arrabbiare Brea.
- Colonna sonora: Heart of Glass di Blondie (cantata da Hayley Orrantia).

## Il gioco delle coppie
- Titolo originale: The Dating Game
- Diretto da: Ryan Krayser
- Scritto da: Vicky Castro

### Trama
Non volendo vedere Erica e Geoff infelici, Barry e Joanne cercano di fare in modo che i due rimangano solo amici mentre organizzano per loro appuntamenti separati. Barry e i JTP convincono Geoff a partecipare alla trasmissione televisiva Il gioco delle coppie, mentre Joanne organizza un appuntamento fra Erica e un cameriere. Dopo che Erica e Geoff si sono incontrati con i loro potenziali partner in un ristorante e hanno peggiorato le cose tra di loro, Barry suggerisce a Erica che lei e Geoff stiano fuori dalla vita l'uno dell'altro per un po'. Nel frattempo, Murray ottiene un grosso assegno dal lavoro e lo usa per comprare una casa al mare, sapendo che è qualcosa che Beverly ha sempre voluto. Tuttavia, dopo che Beverly la vede per la prima volta, è tutt'altro che elettrizzata perché la casa ha bisogno di molte riparazioni. Beverly convince Bill Lewis, un appaltatore, a visitare la casa e convince Murray che le riparazioni saranno troppo costose, mentre Beverly cerca di nascondere le sue motivazioni. Murray in seguito scopre come si sente davvero Beverly quando Jane Bales le passa accanto e la mette in imbarazzo. Mentre Adam si gode una giornata in spiaggia, Beverly vede quanto fosse eccitato Murray all'idea di farle piacere e concorda sul fatto che possano sistemare la casa e farla funzionare.
- Colonna sonora: All Through the Night di Cyndi Lauper.

## La giornata padre-figlia
- Titolo originale: Daddy Daughter Day 2
- Diretto da: Mary Lambert
- Scritto da: Aaron Kaczander ed Erik Weiner

### Trama
Dopo che Erica si arrabbia quando Geoff restituisce un buono che avevano salvato per la cena del loro quinto anniversario, Murray porta Erica fuori per una giornata padre-figlia e usano il buono di Geoff per la propria cena, ma rallegrare Erica è più facile a dirsi che a farsi. Successivamente, i due vanno a pattinare a rotelle, dove si imbattono in Johnny Atkins e Carla Mann, entrambi entusiasti di dire agli amici che un bravo ragazzo come Geoff è tornato sul mercato. Nel frattempo, dopo che gli amici di Adam lo hanno usato nel tentativo di fare uno scherzo, Adam inganna Beverly facendosi dare le chiavi della scuola in modo che possa fare uno scherzo tutto suo: vandalizzare la statua di William Penn. Tuttavia, lo scherzo si inasprisce quando ferisce i sentimenti di Beverly e danneggia inavvertitamente la moto del signor Perott.
- Colonna sonora: More Than This dei Roxy Music.

## Serata poker
- Titolo originale: Poker Night
- Diretto da: Lew Schneider
- Scritto da: Elizabeth Beckwith e Langan Kingsley

### Trama
Adam e Dave Kim vengono invitati a una serata di poker da due ragazzi popolari, ma Beverly lo viene a sapere e interviene per contrastare l'evento. Lei e Murray puniscono Adam facendogli aiutare Pop Pop con alcuni compiti a casa sua. Mentre è lì, Adam viene a sapere dell'amore di Pop Pop per il poker e chiama i ragazzi per trasferire il gioco lì, con Pop Pop e Barry che si uniscono a loro, solo per essere catturato di nuovo da Beverly quando porta del cibo. Beverly è sconvolta e minaccia di punire Adam per averle disobbedito. Si calma per un minuto solo dopo aver ascoltato la versione della storia di Pop Pop, nella quale afferma che Adam è abbastanza grande da commettere i propri errori e non ha fatto nulla di sbagliato, per questo li ha lasciati giocare a poker. 
Intanto, Erica va a trovare Lainey a Los Angeles durante le vacanze di primavera, principalmente per allontanarsi il più possibile da Geoff. Lainey ha esagerato il suo successo musicale e confessa a Erica di essere al verde. Mentre Erica aiuta Lainey a cantare alla festa di compleanno di un bambino, riescono a ottenere un concerto del lunedì sera al Roxy che potrebbe essere la grande occasione di Lainey. Erica pensa che sia il destino a dirle che dovrebbe trasferirsi a Los Angeles. Tuttavia, Erica incontra Geoff, che è con suo padre a una conferenza di optometria, costringendola a rovinare il concerto con Lainey distraendosi costantemente alla ricerca di Geoff tra la folla. Lainey dice a Erica che deve tornare a casa e risolvere le cose con Geoff anziché trasferirsi in California.
- Guest star: AJ Michalka (Lainey Lewis)
- Colonna sonora: Destination Unknown dei Missing Persons e I Love L.A. di Randy Newman (entrambe cover di Hayley Orrantia and AJ Michalka).

## L'alligatore Schwartz
- Titolo originale: Alligator Schwartz
- Diretto da: Nicole Treston Abranian
- Scritto da: Dan Bailey

### Trama
Spinta da Beverly, Erica decide di parlare con Geoff dei suoi sentimenti persistenti, ma Barry, che è diventato ossessionato dal Crocodile Dundee di Paul Hogan, mente a Erica e dice che Geoff sta uscendo con una ragazza di nome Paula Hogan. Dopo una serie di quasi incidenti con Geoff, Erica scopre che c'è davvero qualcuno di nome Paula Hogan nel campus e la affronta. La confusione di Paula porta Erica e Beverly ad affrontare Geoff, ma il loro incontro serve solo a confermare che Geoff è andato avanti. Geoff alla fine va a casa dei Goldberg per dire la verità a Erica: ha seguito il suo consiglio per imparare cosa vuole veramente nella vita, e il numero uno della lista è Erica, e tornano insieme. 
Nel frattempo, Adam è in conflitto quando Dave Kim ha due biglietti per un nuovo parco a tema e presume che Adam andrà con lui, anche se è lo stesso giorno del ballo di fine anno. Diviso tra il deludere Brea o il suo migliore amico, Adam riesce a convincere una cheerleader il cui ragazzo è fuori città a portare Dave al ballo di fine anno. Tuttavia, quando Dave sbatte in faccia il suo appuntamento ad Adam, Adam esplode e ammette di aver pagato la cheerleader per accompagnarlo, il che sconvolge Dave e fa sì che Brea interrompa l'appuntamento del ballo di fine anno con Adam. Dopo aver ricevuto consigli da Murray su cosa fare, Adam finisce per portare Dave al ballo di fine anno con lui.
- Colonna sonora: Modern Love di David Bowie.

## La proposta
- Titolo originale: The Proposal
- Diretto da: Lew Schneider
- Scritto da: Chris Bishop e Alex Barnow

### Trama
Geoff dice ai JTP che vuole portare Erica alla casa al mare dei Goldberg questo fine settimana e farle una proposta di matrimonio, dando l'anello in custodia a Barry. Sebbene Beverly veda l'anello e capisca il piano di Geoff, ne derivano molti altri problemi di comunicazione. Joanne vede l'anello nella stanza di Barry e presume che Barry abbia intenzione di farle la proposta, quindi dice ai suoi genitori che non è pronta per sposare Barry, ma loro presumono che stia dicendo che Erica non è pronta per sposare Geoff. Lou e Linda successivamente lo dicono a Beverly, che lo dice a Geoff, facendogli interrompere il suo piano. Geoff, che aveva detto a Erica di avere una grande sorpresa per lei (la proposta), invita invece un gruppo di amici (i JTP, Johnny Atkins e Carla) e dice che è quella la sorpresa. Una delusa Erica esce in spiaggia per una pausa da tutto il caos. Con l'aiuto di Adam e Brea, che hanno spiegato la vera situazione alle famiglie Goldberg e Schwartz, oltre a Bill, Vic, Ginny ed Essie, tutti si precipitano alla casa al mare per chiarire tutto con Geoff. Alla fine dell'episodio, finalmente Geoff propone a Erica di sposarlo e lei accetta con gioia.
- Colonna sonora: Let My Love Open the Door (the E. Cola mix) di Pete Townshend.